# Hoofdindustriegroep
De activiteiten van het Philipsconcern waren sinds 1946 ingedeeld in  Hoofdindustriegroepen (HIG). Uiteraard kwamen er, door technische ontwikkelingen, weleens hoofdindustriegroepen bij en er waren ook wel reorganisaties. Ook veranderden ze wel van naam. De structuur van Philips bleef echter zeer ingewikkeld.

## Toeleverende bedrijven
Deze werden in 1946 samengebracht in de HIG Aanverwante Bedrijven.
- De glasfabriek werd geopend in 1916. HIG Glas en Keramische Producten, heeft bestaan van 1948-1952, toen ging een deel naar Icoma, de rest ging verder als HIG Glas, in 1980 omgedoopt to Main Supply Group Glass, opgeheven in 1991, door verzelfstandiging.
- Philite (bakeliet), deze fabriek werd geopend als bakelietperserij in 1923 en ging later verder als PMF Plastic and Metalware Factories.
- Philips Golfkartonfabriek, ontstaan in 1919, later overgenomen door Kappa Packaging
- Philips papierfabriek, geopend in 1926
- MF (Philips Machinefabrieken) en ging later verder als Enabling Technologies Groep

## Productgroepen
- HIG Licht, heeft bestaan van 1946-1988, daarna Philips Lighting. In mei 2016 werd Philips Lighting naar de beurs gebracht. In mei 2018 werd de bedrijfsnaam veranderd in Signify. Het bedrijf blijft de merknaam 'Philips' voeren
- HIG Electronenbuizen, heeft bestaan van 1946-1965
- HIG Apparaten, heeft bestaan van 1946-1958. Hiervan splitste zich HIG Muziek af in 1950 en HIG Icoma in 1952. In 1958 werd Apparaten gesplitst in Huishoudelijke Apparaten en RGT
- HIG Muziek of PPI (Philips Phonographische Industrie), heeft bestaan van 1950-1971, daarna PolyGram, dat in 1998 opging in Universal Music Group
- HIG Icoma (Industriële Componenten en Materialen), heeft bestaan van 1952-1965
- HIG Elcoma (Elektronische Componenten en Materialen) heeft bestaan van 1965-1988 als samenvoeging van Electronenbuizen en Icoma. Components van 1988-1991, daarna gesplitst in Semiconductors en Components, deze onderdelen later verzelfstandigd
- HIG Huishoudelijke Apparaten, heeft bestaan van 1958-1972, daarna gesplitst in Kleine Huishoudelijke Apparaten en Grote Huishoudelijke Apparaten
- HIG Kleine Huishoudelijke Apparaten, heeft bestaan van 1972-1986, daarna DAP (Domestic Appliances & Personal Care), in 2008 opgegaan in Consumer Lifestyle
- HIG Grote Huishoudelijke Apparaten, later Major Domestic Appliances, in 1988 een joint venture met Whirlpool Corporation, dat de divisie in 1991 geheel overnam
- HIG RGT (Radio, Grammofoon, en Televisie), heeft bestaan van 1958-1973, is toen gesplitst in HIG Audio en HIG Video, die in 1985 samengingen tot Consumer Electronics, dat in 2008 opging in Consumer Lifestyle
- HIG PMT (Producten voor Medische Toepassingen), of Röntgen en Medische Apparaten, heeft bestaan van 1946-1970, daarna Philips Medical Systems
- HIG Pharmaceutische en Chemische Producten, ook Philips-Roxane of Philips-Duphar, heeft bestaan van 1948-1980 en toen verkocht aan Solvay
- HIG PTI (Philips Telecommunicatie Industrie), heeft bestaan van 1946-1962, daarna HIG Telecommunicatie- en Defensiesystemen, dat gesplitst is in 1981
- Defense and Control Systems, de defensiepoot van PTI, inclusief Philips-USFA en Hollandse Signaalapparaten, werd in 1990 verkocht aan onder meer Thomson-CSF
- Telecommunication Systems, heeft bestaan van 1981-1985, ging toen samen met PDS tot TDS
- HIG PCI (Philips Computer Industrie) heeft bestaan van 1962-1968, daarna PDS (Philips Data Systems), ging in 1985 samen met Telecommunication Systems tot TDS
- TDS (Telecommunication & Data Systems) heeft bestaan van 1985-1990 en viel toen weer uiteen in Communication Systems en Information Systems, die tot 1991 hebben bestaan
- HIG PIT (Producten voor Industriële Toepassingen) heeft bestaan van 1946-1971, heette daarna S&I (Science & Industry, dat in 1985 met ELA fuseerde tot I&E)
- HIG ELA (Electro Acoustiek), heeft bestaan van 1946-1985 en fuseerde toen met S&I tot I&E
- I&E (Industrial & Electro Acoustic Systems), heeft bestaan van 1985-1991 en werd toen Industrial Electronics

Ook voerde Philips zeer vele merknamen, die meestal afkomstig waren van overgenomen bedrijven, zoals Volt, Roxane, Pope, Electrologica, USFA, Aristona en dergelijke.
Later werd de structuur meer gestroomlijnd in Divisies, waarvan er in 2008 nog maar drie over waren. Activiteiten zoals Glas en Componenten zijn afgestoten, andere zijn samengevoegd.
Ook de veelheid aan merken en namen is teruggebracht tot één herkenbaar merk: Philips. Het laatste niet-Philipsmerk, Philishave, verdween in 2006.

## Externe bron
- Van Royen, E.J.G. (red.): Philips en Zijn Toeleveranciers, 1991, Kamer van Koophandel en Fabrieken te Eindhoven, ISBN 90 9004340 3